# Nysunds distrikt
Nysunds distrikt är från 2016 ett distrikt i Degerfors kommun och Örebro län. Distriktet ligger omkring Svartå i västra Närke. Den västra delen av distriktet, väster om Letälven, inklusive småorten Åtorp, ligger i Värmland. Utöver detta gränsar distriktet även till Västergötland i söder.

## Tidigare administrativ tillhörighet
Distriktet inrättades 2016 och utgörs av en del av området som till 1971 utgjorde Degerfors köping, delen som före 1967 utgjorde Nysunds socken.
Området motsvarar den omfattning Nysunds församling hade vid årsskiftet 1999/2000. 

## Tätorter och småorter
I Nysunds distrikt finns en tätort och en småort.

### Tätorter
- Svartå

### Småorter
- Åtorp

### Övriga orter
- Ölsboda